# Embricho (Regensburg)
Embricho, auch Ambricho († 14. Juli 891) war siebenter Bischof von Regensburg von 864 bis 891.
Embricho war als Bischof von Regensburg auch Vorsteher des Klosters Sankt Emmeram. Mit dem Eichstätter Bischof Otgar tauschte er Besitzungen, für die er Neuburg an der Donau und Egweil abgab.
868 nahm er an der Synode von Worms teil, die langwirkende kirchenrechtliche Beschlüsse fasste.